# Società Sportiva Lazio 1934-1935
Questa voce raccoglie le informazioni riguardanti la Società Sportiva Lazio nelle competizioni ufficiali della stagione 1934-1935.

## Stagione
La Lazio nel 1934-1935 disputò il campionato di Serie A classificandosi al quinto posto con 32 punti.

## Organigramma societario
Area direttiva
- Presidente: Eugenio Gualdi

Area tecnica
- Allenatore: Walter Alt

## Rosa
| N. |                    | Ruolo | Calciatore                     |
| -- | ------------------ | ----- | ------------------------------ |
|    | Italia (bandiera)  | P     | Giacomo Blason                 |
|    | Italia (bandiera)  | P     | Pietro Brandani                |
|    | Italia (bandiera)  | P     | Giovanni Zenaro                |
|    | Italia (bandiera)  | D     | Armando Bertagni               |
|    | Brasile (bandiera) | D     | Armando Del Debbio             |
|    | Brasile (bandiera) | D     | Enzio Enrique Serafini         |
|    | Italia (bandiera)  | D     | Bruno Strappini                |
|    | Italia (bandiera)  | C     | Octavio Fantoni II ()          |
|    | Italia (bandiera)  | C     | Attilio Ferraris IV (capitano) |
|    | Italia (bandiera)  | C     | Francesco Gabriotti            |
|    | Italia (bandiera)  | C     | Alfredo Menegazzi              |
|    | Italia (bandiera)  | C     | Odoacre Pardini                |

| N. |                    | Ruolo | Calciatore               |
| -- | ------------------ | ----- | ------------------------ |
|    | Italia (bandiera)  | C     | Luigi Uneddu             |
|    | Italia (bandiera)  | C     | Giuseppe Viani           |
|    | Italia (bandiera)  | A     | Antonio Bisigato         |
|    | Italia (bandiera)  | A     | Innocenzo Centonze       |
|    | Italia (bandiera)  | A     | Arturo Chini Ludueña ()  |
|    | Italia (bandiera)  | A     | Alejandro Demaría ()     |
|    | Brasile (bandiera) | A     | João Fantoni I           |
|    | Brasile (bandiera) | A     | Leonízio Fantoni III     |
|    | Italia (bandiera)  | A     | Anfilogino Guarisi ()    |
|    | Italia (bandiera)  | A     | Virgilio Felice Levratto |
|    | Italia (bandiera)  | A     | Silvio Piola             |

## Calciomercato
| Acquisti | Acquisti                 | Acquisti         | Acquisti   |
| R.       | Nome                     | da               | Modalità   |
| -------- | ------------------------ | ---------------- | ---------- |
| P        | Giacomo Blason           | Triestina        | definitivo |
| P        | Giovanni Zenaro          | Schio            | definitivo |
| C        | Attilio Ferraris IV      | Roma             | definitivo |
| C        | Odoacre Pardini          | Pisa             | definitivo |
| C        | Giuseppe Viani           | Ambrosiana-Inter | definitivo |
| A        | Bruno Bedosti            | Fano             | definitivo |
| A        | Arturo Chini Ludueña     | Roma             | definitivo |
| A        | Virgilio Felice Levratto | Ambrosiana-Inter | definitivo |
| A        | Silvio Piola             | Pro Vercelli     | definitivo |

| Cessioni | Cessioni          | Cessioni      | Cessioni      |
| R.       | Nome              | a             | Modalità      |
| -------- | ----------------- | ------------- | ------------- |
| P        | Alberto Nunzi     |               | fine carriera |
| P        | Ezio Sclavi       | Messina       | definitivo    |
| D        | Augusto Mattei II | L'Aquila      | definitivo    |
| C        | Pedro Rizzetti    |               | fine carriera |
| C        | Giovanni Battioni | L'Aquila      | definitivo    |
| C        | Pietro Buscaglia  | Torino        | definitivo    |
| C        | José Castelli     | Corinthians   | definitivo    |
| C        | Marino Furlani    | Bagnolese     | definitivo    |
| C        | Maurizio Marini   | Civitavecchia | definitivo    |
| C        | Raggio Montanari  | Foggia        | definitivo    |
| C        | Duilio Salatin    |               | fine carriera |
| C        | Mario Tonali      | Pisa          | definitivo    |
| A        | Bruno Bedosti     | Anconitana    | definitivo    |
| A        | Piero Pastore     | Perugia       | definitivo    |
| A        | Romolo Remigi     | L'Aquila      | definitivo    |

## Risultati

### Serie A

#### Girone di andata
| Arbitro: | Ciamberlini (Genova) |

|                                                                   |           |              |
| Bisigato 18’ Guarisi 37’ (rig.), 79’, 81’ Piola 64’ Fantoni I 74’ | Marcatori | 34’ Uslenghi |

| Arbitro: | Caironi (Milano) |

|                            |           |           |
| Rocco 32’ (rig.) Baldi 67’ | Marcatori | 30’ Piola |

| Arbitro: | Mattea (Torino) |

|                         |           |            |
| Piola 37’ Fantoni I 81’ | Marcatori | 29’ Ottani |

| Arbitro: | Bevilacqua (Viareggio) |

|                     |           |                            |
| Cattaneo 75’ (rig.) | Marcatori | 26’ Bisigato 29’ Fantoni I |

| Arbitro: | Turbiani (Ferrara) |

|                                                       |           |                            |
| Piola 37’, 78’ Fantoni I 38’ Demaría 50’ Levratto 74’ | Marcatori | 79’ Cesarini 89’ Serantoni |

| Arbitro: | Scorzoni (Bologna) |

|                   |           |                  |
| Guaita 38’ (rig.) | Marcatori | 79’ (rig.) Piola |

| Arbitro: | Scotto (Savona) |

|             |           |                                                          |
| Guarisi 48’ | Marcatori | 13’ Rossi 17’ Arcari III 28’ Moretti 70’ (aut.) Bertagni |

| Arbitro: | Bonivento (Venezia) |

|                    |           |  |
| Casalino 4’ (rig.) | Marcatori |  |

| Arbitro: | Corradini (Bologna) |

|                                        |           |                                                        |
| Piola 22’ Fantoni I 59’ Fantoni II 86’ | Marcatori | 10’, 29’ Morselli 32’ Gringa 35’ Pizziolo 44’ Nehadoma |

| Arbitro: | Bevilacqua (Viareggio) |

|          |           |  |
| Rier 66’ | Marcatori |  |

| Arbitro: | Carminati (Milano) |

|                                   |           |                  |
| Guarisi 13’ Piola 30’ Demaría 40’ | Marcatori | 29’ (rig.) Vojak |

| Arbitro: | Bertone (Milano) |

|                        |           |                                             |
| Comini 47’, 80’ (rig.) | Marcatori | 19’ Piola 24’ Fantoni I 61’ (aut.) Lancioni |

| Arbitro: | Scarpi (Dolo) |

|           |           |           |
| Piola 86’ | Marcatori | 34’ Baldi |

| Arbitro: | Pasinato (Venezia) |

|             |           |  |
| Demaría 68’ | Marcatori |  |

| Arbitro: | Bevilacqua (Viareggio) |

|            |           |  |
| Meazza 54’ | Marcatori |  |

#### Girone di ritorno
| Arbitro: | Scorzoni (Bologna) |

|  |           |                      |
|  | Marcatori | 39’ Uneddu 80’ Piola |

| Roma 24 febbraio 1935 17ª giornata | Lazio             | 0 – 0 referto | Triestina | Stadio del PNF\| Arbitro: \| Bertolio (Torino) \| |
| Arbitro:                           | Bertolio (Torino) |               |           |                                                   |

| Arbitro: | Scotto (Savona) |

|             |           |                           |
| Fedullo 33’ | Marcatori | 2’ Fantoni I 21’ Levratto |

| Arbitro: | Gonani (Ravenna) |

|  |           |           |
|  | Marcatori | 80’ Notti |

| Arbitro: | Levrero (Genova) |

|                                                                  |           |                 |
| Ferrari 10’, 22’, 44’ Orsi 62’ Depetrini 72’ Borel II 82’ (rig.) | Marcatori | 55’ Fantoni III |

| Roma 31 marzo 1935 21ª giornata | Lazio           | 0 – 0 referto | Roma | Stadio del PNF\| Arbitro: \| Scotto (Savona) \| |
| Arbitro:                        | Scotto (Savona) |               |      |                                                 |

| Arbitro: | Scotto (Savona) |

|             |           |           |
| Moretti 39’ | Marcatori | 49’ Piola |

| Arbitro: | Carminati (Milano) |

|                                                                  |           |  |
| Bisigato 18’, 50’ Levratto 43’ Piola 76’ Guarisi 84’ Demaría 87’ | Marcatori |  |

| Arbitro: | Mattea (Torino) |

|                        |           |           |
| Viani 17’ Mannelli 30’ | Marcatori | 26’ Piola |

| Arbitro: | Bertoli (Vicenza) |

|                                       |           |  |
| Guarisi 48’ Piola 52’, 60’ Uneddu 80’ | Marcatori |  |

| Arbitro: | Scotto (Savona) |

|                                               |           |  |
| Sallustro II 22’ Rossetti 73’ Sallustro I 82’ | Marcatori |  |

| Arbitro: | Carminati (Milano) |

|                |           |           |
| Piola 20’, 59’ | Marcatori | 7’ Comini |

| Arbitro: | Bevilacqua (Viareggio) |

|                             |           |                                 |
| Baldi 5’ Zacconi 65’ (rig.) | Marcatori | 40’ Bisigato 59’ (rig.) Guarisi |

| Arbitro: | Gonani (Ravenna) |

|                                    |           |               |
| Bonesini 10’ (rig.) Castellani 88’ | Marcatori | 65’ Fantoni I |

| Arbitro: | Scorzoni (Bologna) |

|                                  |           |                     |
| Levratto 11’ Piola 20’, 82’, 89’ | Marcatori | 5’ Porta 88’ Meazza |

## Statistiche

### Statistiche di squadra
| Competizione | Punti | In casa | In casa | In casa | In casa | In casa | In casa | In trasferta | In trasferta | In trasferta | In trasferta | In trasferta | In trasferta | Totale | Totale | Totale | Totale | Totale | Totale | DR |
| Competizione | Punti | G       | V       | N       | P       | Gf      | Gs      | G            | V            | N            | P            | Gf           | Gs           | G      | V      | N      | P      | Gf     | Gs     | DR |
| ------------ | ----- | ------- | ------- | ------- | ------- | ------- | ------- | ------------ | ------------ | ------------ | ------------ | ------------ | ------------ | ------ | ------ | ------ | ------ | ------ | ------ | -- |
| Serie A      | 32    | 15      | 9       | 3       | 3       | 38      | 20      | 15           | 4            | 3            | 8            | 17           | 26           | 30     | 13     | 6      | 11     | 55     | 46     | +9 |

### Statistiche dei giocatori
Nel conteggio dei gol realizzati si aggiunga una autorete a favore.
| Giocatore        | Serie A  | Serie A |
| Giocatore        | Presenze | Reti    |
| ---------------- | -------- | ------- |
| A. Bertagni      | 23       | 0       |
| A. Bisigato      | 29       | 5       |
| G. Blason        | 29       | -45     |
| P. Brandani      | -        | -       |
| I. Centonze      | -        | -       |
| A. Chini Ludueña | -        | -       |
| A. Del Debbio    | 12       | 0       |
| A. Demaría       | 17       | 4       |
| J. Fantoni I     | 22       | 8       |
| O. Fantoni II    | 13       | 1       |
| L. Fantoni III   | 2        | 1       |
| A. Ferraris IV   | 30       | 0       |
| F. Gabriotti     | 9        | 0       |
| A. Guarisi       | 20       | 8       |
| V.F. Levratto    | 23       | 4       |
| A. Menegazzi     | 3        | 0       |
| O. Pardini       | 10       | 0       |
| S. Piola         | 29       | 21      |
| E.E. Serafini    | 22       | 0       |
| B. Strappini     | 2        | 0       |
| L. Uneddu        | 6        | 2       |
| G. Viani         | 28       | 0       |
| G. Zenaro        | 1        | -1      |